# Msza L’homme armé
Msza L’homme armé (Missa L’homme armé) – polifoniczne opracowanie mszy, w którym została wykorzystana jako cantus firmus burgundzka pieśń L’homme armé. Do dziś zachowało się co najmniej 40 odrębnych kompozycji zatytułowanych Missa L’homme armé.

## Lista ważniejszych opracowań
Pochodzące z połowy XV wieku:
- Missa L’homme armé (Antoine Busnois)
- Missa L’homme armé (Guillaume Dufay)
- Missa L’homme armé (Johannes Regis) (dwie:  jedna zaginęła)
- Missa L’homme armé (Johannes Ockeghem)
- Missa L’homme armé (Guillaume Faugues)

Pochodzące najpewniej sprzed 1475:
- Missa L’homme armé (Johannes Tinctoris)
- Missa L’homme armé (Firminus Caron)
- Missa L’homme armé (Cykl sześciu mszy pochodzący z manuskryptu w Neapolu)

Pochodzące najpewniej sprzed 1500:

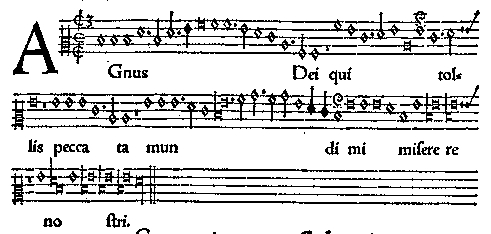
Agnus Dei II z Missa L’homme armé super voces musicales Josquina des Prés z oryginalnego wydania Ottaviano Petrucciego (1502).

- Missa L’homme armé (Jacob Obrecht)
- Missa L’homme armé super voces musicales (Josquin des Prés)
- Missa L’homme armé sexti toni (Josquin des Prés)
- Missa L’homme armé (Loyset Compère)
- Missa L’homme armé (Bertrandus Vaqueras)
- Missa L’homme armé (Philippe Basiron)
- Missa L’homme armé (Antoine Brumel)
- Missa L’homme armé (Marbrianus de Orto)

Napisane po 1500:

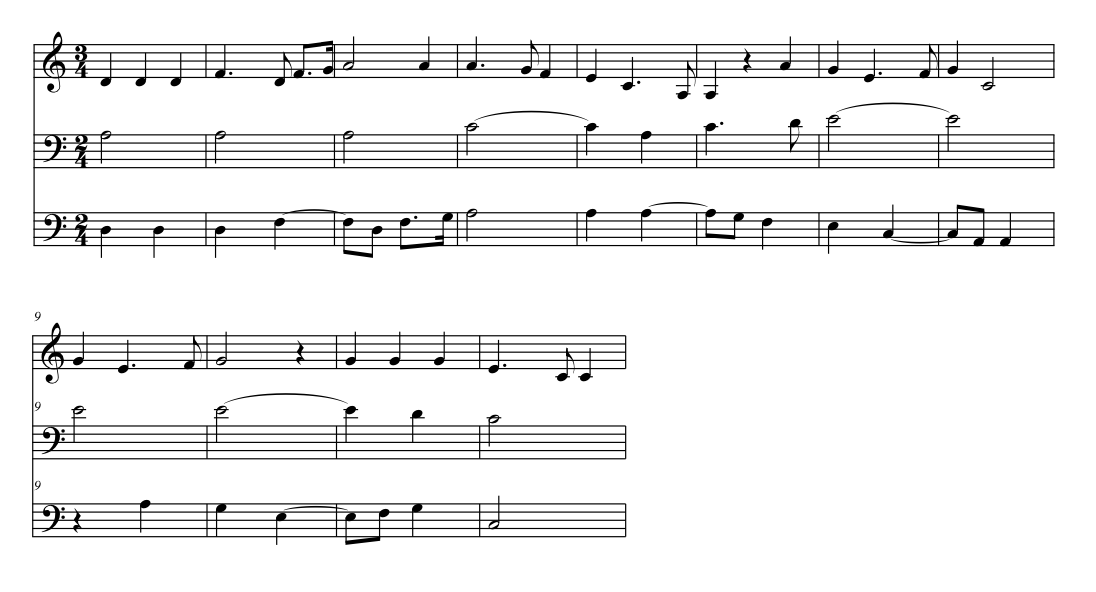
Agnus Dei (II) z Missa l’homme armé super voces musicales Josquina. Jest to przykład kanonu menzuralnego: środkowy głos jest najwolniejszy; najniższy śpiewa tę samą melodię dwa razy szybciej; najwyższy śpiewa ją trzy razy szybciej.

- Missa L’homme armé (Matthaeus Pipelare)
- Missa L’homme armé (Pierre de la Rue) (dwie)
- Missa L’homme armé (Cristóbal de Morales) (dwie)
- Missa L’homme armé (Francisco de Peñalosa)
- Missa L’homme armé (Vitalis Venedier)
- Missa L’homme armé (Francisco Guerrero)
- Missa L’homme armé (Ludwig Senfl)
- Missa L’homme armé (Palestrina) (dwie)
- Missa L’homme armé (Giacomo Carissimi)